# Arenberg Bergbau
Die Arenberg Bergbau-Gesellschaft mbH war ein deutsches Unternehmen des Steinkohlenbergbaus mit Sitz in Essen.

## Gründung
Am 12. Januar 1856 gründeten die Unternehmer Ernst von Waldthausen, Daniel Morian, Friedrich Hammacher, Julius Haniel, Ludwig Huyssen, Friedrich Wilhelm Waldthausen und Heinrich Carl Sölling die Arenberg’sche Bergbau- und Hüttengesellschaft, die Firma wurde schon zum 2. Mai 1856 in Arenberg’sche Actien-Gesellschaft für Bergbau und Hüttenbetrieb geändert. Ihr Geschäftszweck waren der Betrieb von Steinkohlebergwerken, Kokereien und Hüttenwerken sowie der Handel mit Kohle, Erzen und Produkten aus eigener Herstellung.

„Sinn des Unternehmens sei, Konzessionen auf Kohlen, Eisenstein und andere nutzbare Mineralien und Fossilien sowie von Anteilen solcher Konzessionen innerhalb der Provinz Westfalen und der Rheinprovinz eigentümlich oder pachtweise zu erwerben. Ferner solle das Brennen von Steinkohlen zu Koks, die Herstellung von Eisen und allen anderen Metallen und deren weitere Verarbeitung in allen den Handel und Konsum sich anpassenden Formen vorgenommen und der Verkauf der selbstgewonnenen Kohlen, Kokse und Erze sowie der selbsthergestellten Metalle, Fabrikate und Handels-Artikel durchgeführt werden.“

Als Mutungen wurden schon im Gründungsjahr die Grubenfelder „Gottfried“, „Konstantinopel“, „Maximilian“ und „Prosper“ I-VI im Raum Bottrop erworben, die fast alle im Vest Recklinghausen lagen, in dem Herzog Prosper Ludwig von Arenberg Inhaber des Bergregals war. Damit erklären sich der Name der Grubenfelder „Prosper“ und die Firma des Unternehmens.
1856 wurde Friedrich Hammacher zum ersten Vorsitzenden des Verwaltungsrats gewählt. Seine Nachfolger waren Ernst von Waldthausen ab 1863 und Oscar von Waldthausen ab 1883. Nach dem Tod von Oscar von Waldthausen 1906 übernahm Otto Krawehl den Vorsitz des Aufsichtsrats, 1916 wurde er ebenfalls in den Aufsichtsrat der Rheinische Stahlwerke AG berufen, bevor er 1919 den Vorsitz des Aufsichtsrats der Rheinischen Stahlwerke AG übernahm.
Das Grundkapital betrug 1856 zunächst 1 Mio. Taler. Es wurde 1900 auf 6 Mio. Mark und 1904 auf 7,2 Mio. Mark erhöht.
Die Beschäftigtenzahlen der Zeche Prosper stiegen von 55 Beschäftigten im ersten Betriebsjahr 1856 kontinuierlich auf etwa 15.000 Beschäftigte im Jahr 1922, dem letzten Jahr vor der Fusion mit der Rheinische Stahlwerke AG. 1907 lag Arenberg auf Platz 64 der Liste der größten Unternehmen im Deutschen Reich nach der Beschäftigtenzahl.
Die Arenberg-Aktionäre konnten 1921 ihre Aktien in Aktien der Rheinische Stahlwerke AG umtauschen. Bis zu diesem Zeitpunkt, also über 66 Jahre, betrug die Dividende im Schnitt 19,7 %.

## Unternehmungen der Arenberg’sche Actien-Gesellschaft für Bergbau und Hüttenbetrieb
Zeche Prosper I–III
Der erste Schacht auf der Zeche Prosper I wurde 1856 abgeteuft. Die Förderung der Steinkohle begann 1863. Der Schacht wurde für die Mannschaftsfahrung mit einer Fahrkunst ausgestattet. 1865 nahm die Kokerei mit 72 Öfen neben Schacht 1 den Betrieb auf. Sie wurde Anfang der 1870er Jahre auf 112 Öfen erweitert und durch eine Gasfabrik und eine Ziegelei ergänzt. Wetterschacht 4 wurde 1892 abgeteuft. Schacht 5 wurde 1903 als Doppelförderschacht in Betrieb genommen.
1875 begann die Kohleförderung über Schacht 2 auf Prosper II. Wetterschacht 3 wurde 1892 abgeteuft und 1895 zum Förderschacht ausgebaut. Schacht 8 ging 1921 in den Förderbetrieb. Eine zweite Kokerei wurde auf Prosper II errichtet.
Im Oktober 1907 nahm Schacht 6 auf Prosper III den Förderbetrieb auf. Schacht 7 wurde 1908 abgeteuft und 1911 in Betrieb genommen.
1913 konnten auf Prosper I–III insgesamt 2,78 Mio. Tonnen Kohle gefördert und 558.000 Tonnen Koks produziert werden. Die Kohleförderung blieb über die Jahre des Ersten Weltkriegs annähernd gleich hoch. 1919 fiel sie auf 1,72 Mio. Tonnen. Die Kokserzeugung stieg während des Kriegs auf 864.000 Tonnen an und fiel nach Kriegsende 1919 auf 413.000 Tonnen.
Zeche Julius Philipp
1904 wurde die Zeche Julius Philipp erworben und – nachdem die Beteiligungsquote am Rheinisch-Westfälischen Kohlen-Syndikat auf die Zeche Prosper übertragen worden war – 1905 an die Deutsch-Luxemburgische Bergwerks- und Hütten-AG weiterverkauft.
Zeche Arenberg Fortsetzung
Arenberg kaufte 1909 alle 100 Kuxe der 1901 entstandenen Gewerkschaft der Zeche Arenberg-Fortsetzung. 1910 wurde ein Doppelschacht abgeteuft und 1912 mit der Förderung begonnen. 1919 übernahm die Rheinische Stahlwerke AG 95 der 100 Kuxe.
Infrastruktur

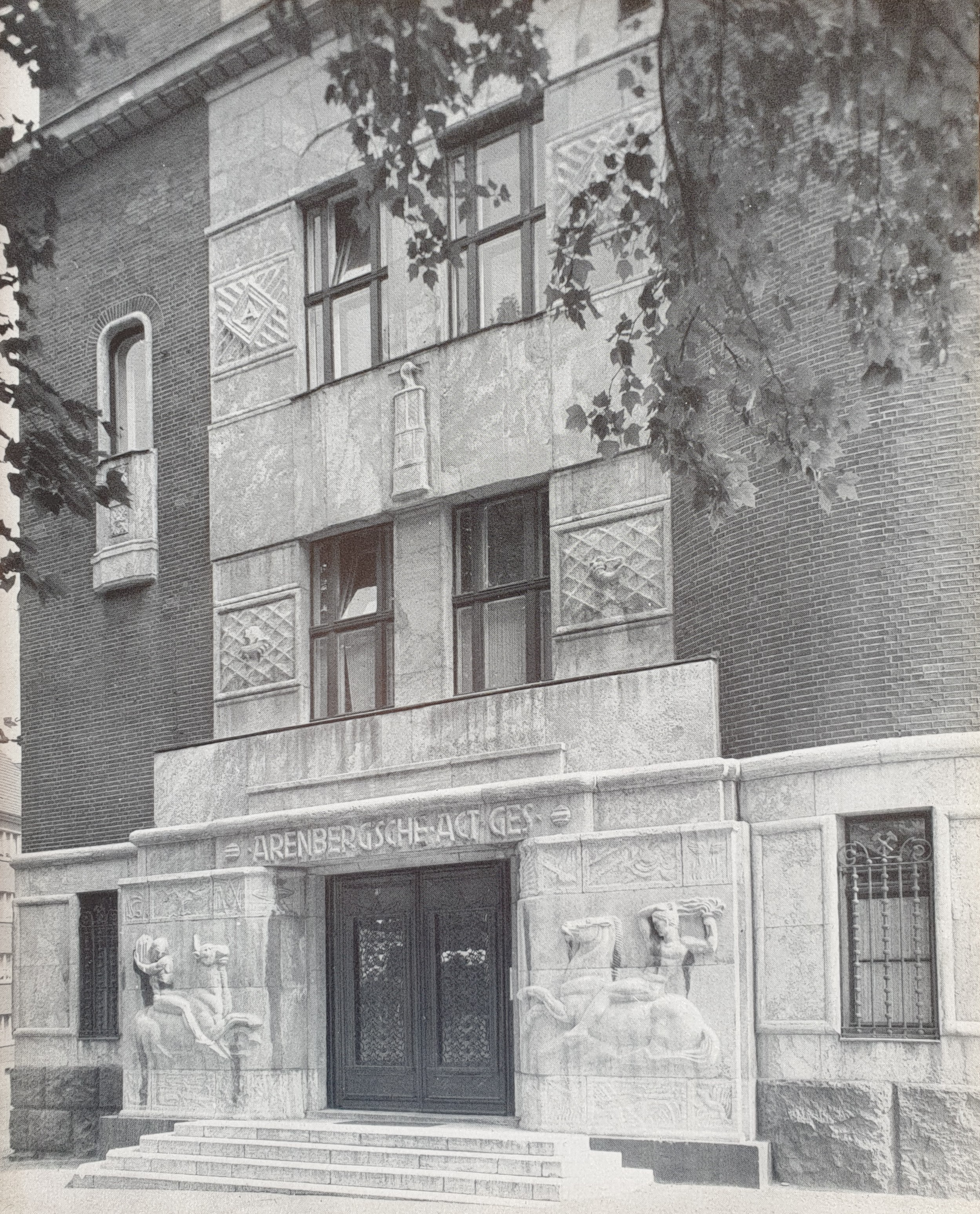
Arenberghaus in Essen, Hauptverwaltung der Arenberg’schen AG für Bergbau und Hüttenbetrieb ab 1920 und der Rheinische Stahlwerke AG ab 1926, 1962 abgerissen

Die Zechen der Arenberg’schen Bergbau- und Hüttengesellschaft waren in den ersten Jahrzehnten ihres Betriebs verkehrstechnisch schlecht erschlossen. Ende 1856 gab es außer einigen Landstraßen nur die Wasserwege Rhein, Ruhr und Lippe für den Kohlentransport. Erst nach Jahren konnte die Zeche Prosper über ein Stichgleis an die Eisenbahn und erst 1914 an den neu eröffneten Rhein-Herne-Kanal über einen Werkshafen und die Werksringbahn angeschlossen werden.
1914 wurde die Flussschifffahrtsreederei Joseph Schürmann mit Sitz in Duisburg-Ruhrort erworben, in eine GmbH umgewandelt und zu den mit der Gesellschaft übernommenen Kähnen weitere in Auftrag gegeben, sodass mit dann insgesamt 13 Kähnen eine Ladefähigkeit von 18.000 Tonnen erreicht wurde.
Auch in den Wohnungsbau für Arbeiter und Angestellte wurde fortlaufend investiert.

## Rheinische Stahlwerke AG – Abteilung Arenberg
Durch den Übergang der Gewerkschaft Arenberg-Fortsetzung auf die Rheinische Stahlwerke AG (Rheinstahl) im Jahr 1919 wurden die Bindungen zwischen dem Koksproduzenten Arenberg und dem Koksverbraucher  Rheinstahl zum beiderseitigen Vorteil enger. Zum 1. Januar 1921 wurden alle Arenberg-Grubenbetriebe von der Rheinische Stahlwerke AG gepachtet. Schon Ende 1922 kam es zur vollständigen Verschmelzung durch Fusionsvertrag vom 22. Dezember 1922. Innerhalb der Rheinische Stahlwerke AG wurde die Abteilung Arenberg gebildet, die für die nächsten 29 Jahre für die Prosper-Betriebe und die Schachtanlage Arenberg-Fortsetzung zuständig war.
Die Rheinische Stahlwerke AG hatte 1900 die Zeche Centrum in (Bochum-)Wattenscheid mit einer jährlichen Kohleförderung um 800.000 Tonnen, einer jährlichen Koksproduktion von etwa 250.000 Tonnen und einer Belegschaft von 3.300 Beschäftigten erworben. 1917 wurde die Gewerkschaft Brassert in Marl-Brassert mit einer Kohleförderung von 370.000 Tonnen/Jahr und 1.600 Beschäftigte übernommen. 1920 wurden die Gewerkschaft Schallmauer mit Braunkohlengrube und Brikettfabrik in Frechen bei Köln und 1921 die Gewerkschaft Fröhliche Morgensonne in (Bochum-)Wattenscheid mit einer Kohleförderung von 350.000 Tonnen/Jahr und etwa 2.400 Beschäftigten erworben. Die Schachtanlage 4/6 der Zeche Centrum wurde 1922 an die Adler Bergbaugesellschaft mbH veräußert.
1925 wurde die Zeche Admiral in (Dortmund-)Wellinghofen mit einer jährlichen Kohleförderung von 130.000 Tonnen und etwa 1000 Beschäftigten im Jahr 1924 aus Interesse an der Beteiligungsziffer beim Rheinisch-Westfälischen Kohlen-Syndikat erworben und umgehend stillgelegt. 1941 wurde die Zeche Admiral an die Vereinigte Elektrizitätswerke Westfalen AG (VEW) in Dortmund verkauft.
In den Jahren 1926 und 1927 wurde bei Prosper eine Zentralkokerei errichtet, die die verschiedenen veralteten Prosper-Kokereien ersetzte. Diese Kokerei wurde bis 1936 zur größten Kokerei Europas ausgebaut.
Nach der Gründung der Vereinigte Stahlwerke AG 1926 brachte die Rheinische Stahlwerke AG rückwirkend sämtliche ihr gehörende Hüttenwerke, Erzgruben, Eisenhandelsgesellschaften und dazugehörige Tochter- und Beteiligungsgesellschaften ein und wurde damit zum Aktionär mit einem Anteil von 8,5 %. Der Vorstandsvorsitzende der Rheinische Stahlwerke AG Otto Krawehl wurde Mitglied im Aufsichtsrat, Aufsichtsratsvorsitzender wurde Fritz Thyssen. Bei der Rheinische Stahlwerke AG verblieben alle bergbaulichen Betriebe.
1926 wurden etwa 5 Millionen Tonnen Kohle von allen Zechen der Rheinische Stahlwerke AG gefördert, die damit über eine erhebliche Kohlenbasis verfügte, an der die I.G. Farben großes Interesse zwecks Sicherung des eigenen Kohlebedarfs zeigte. 1924 wurde ein langfristiger Liefervertrag zwischen der Rheinische Stahlwerke AG und der I.G. Farben geschlossen. Nach und nach kaufte die I.G. Farben Aktien der Rheinische Stahlwerke AG auf und erwarb so ein Aktienpaket von schließlich 47 %. Der spätere Vorstandsvorsitzende der I.G. Farben Hermann Schmitz wurde 1925 Mitglied des Aufsichtsrats der Rheinische Stahlwerke AG und war von 1937 bis Anfang 1956 Vorsitzender des Aufsichtsrats.
Bis zum Ende des Zweiten Weltkriegs erfolgten keine weiteren wesentlichen Veränderungen an den Besitzverhältnissen. Allerdings wurden zahlreiche Bergbauanlagen bei Luftangriffen schwer beschädigt oder zerstört. Während der Kriegsjahre wurden auf allen Zechen ausländische Arbeitskräfte (Zwangsarbeiter und Kriegsgefangene) eingesetzt.
Nach dem Zweiten Weltkrieg stand die Rheinische Stahlwerke AG in wechselnder Form unter Kontrolle der Militärregierung bzw. alliierter Organe. Das Vermögen der Gesellschaft war beschlagnahmt worden. Am 5. September 1951 wurde die Rheinische Stahlwerke AG ohne eine Veränderung ihres Eigentums aus der alliierten Kontrolle entlassen.

## Arenberg Bergbau-Gesellschaft
Zum 1. Januar 1952 entschloss sich die Leitung der Rheinische Stahlwerke AG zur Übertragung des Rheinstahl-Bergbauvermögens auf die Arenberg Bergbau-Gesellschaft mbH und wurde deren alleinige Gesellschafterin. Maßgeblich für die Übertragung waren neue Rahmenbedingungen für den Bergbau nach Gründung der Europäischen Gemeinschaft für Kohle und Stahl und die Einführung des Mitbestimmungsrechts im Bergbau durch Gesetz. Das Grundkapital der Arenberg Bergbau-Gesellschaft wurde von 5.000 DM auf 140 Mio. DM erhöht. Erste Geschäftsführer waren die Bergwerksdirektoren Werner Söhngen, Carl-Heinz Stephan, Fritz Mahn und ab 1953 Rudolf Stöter-Tillmann.
Die Braunkohlengrube Schallmauer wurde zum 1. Januar 1954 an die Rheinische AG für Braunkohlenbergbau und Brikettfabrikation verkauft.
1956 arbeiteten in den Arenberg-Betrieben mehr als 20.000 Beschäftigte, 5,3 Mio. Tonnen Kohle wurden gefördert und 1,4 Mio. Tonnen Koks produziert, die Gasgewinnung erreichte 619 Mio. Normkubikmeter, in den eigenen Kraftwerken wurden 282 Mio. kWh Strom erzeugt.
Arenberg verfügte 1957 über einen Grundbesitz von 3.170 Hektar, bebaut mit 8.945 Wohnungen in 3.129 Häusern für die eigene Belegschaft, und zahlreiche soziale Einrichtungen (bspw. Kinderheime zur Erholung in Bad Kreuznach, Bühl am Alpsee (Allgäu) und auf der Nordseeinsel Norderney, ein Erholungsheim für Lehrlinge in Immenstadt im Allgäu, drei Kindergärten, eine Badeanstalt in der Ebel-Kolonie in Bottrop und Werksgesundheitshäuser in Bottrop und Marl).
1958 wurde die Arenberg Bergbau-Gesellschaft mbH in Rheinstahl Bergbau-Gesellschaft mbH umfirmiert.

## Übertragung auf die Ruhrkohle AG
Zur Konsolidierung der deutschen Steinkohleförderung wurde am 27. November 1968 die Ruhrkohle AG (RAG) gegründet. Der Grubenbesitz der Rheinstahl Bergbau-Gesellschaft mbH wurde 1969 auf die RAG übertragen, das alte Unternehmen wurde 1970 aus dem Handelsregister beim Amtsgericht Essen gelöscht.